# بيوك بلاغ
بيوك بلاغ هي قرية في مقاطعة مياندوآب، إيران. يقدر عدد سكانها بـ 155 نسمة بحسب إحصاء 2016.